# اوریون کلمنز
اوریون کلمنز (انگلیسی: Orion Clemens؛ ۱۷ ژوئیهٔ ۱۸۲۵ – ۱۱ دسامبر ۱۸۹۷) سیاست‌مدار و اولین و تنها حاکم قلمرو نوادا، اهل ایالات متحده آمریکا بود.
او به دلیل ارتباط خانوادگی با برادر جوان و مشهور خود یعنی سمیوئل لنگهورن کلمنز با تخلص مارک توین، بیشتر شناخته شده‌است.